# Emile Salkin
Emile Salkin (Sint-Gillis, 19 december 1900 — Cotignac, 27 augustus 1977) was een Belgisch kunstschilder, tekenaar, frescoschilder, ontwerper en graveur.
Hij was een invloedrijke figuur in de Belgische kunst. Hij had een belangrijke invloed op het werk van Paul Delvaux en hij wordt beschouwd als een van de ontdekkers van Marcel Broodthaers. Broodthaers ontleende aan hem het motief van de adelaar voor zijn 'Département des aigles'. Salkin wordt ook een voorloper van de popart of eerste popartkunstenaar genoemd.

## Biografie
Hij was de zoon van de Belgische kunstschilderes Maria Lambiotte en de magistraat Paul Salkin. Hij woonde in zijn vroege jaren in het abdijkasteel van de abdij van Cortenbergh, eigendom van zijn vader, een kleinzoon van de vroegere eigenares Barones Julie d’Eesbeeck Vanderhaeghen. Paul Delvaux was een jeugdvriend en was dikwijls te gast op de kasteelhoeve. Ze zouden vrienden voor het leven blijven en dikwijls samenwerken. Ook Robert Giron, de latere directeur van het Paleis voor Schone Kunsten, was een jeugdvriend. Daardoor kon Salkin in de jaren vijftig en zestig verschillende keren in het Paleis voor Schone Kunsten exposeren.
De ouders van Emile Salkin ondersteunden de artistieke gaven van hun kind van jongs af aan. Zo behaalde de jonge Emile reeds op 10-jarige leeftijd een prijs in een "Grand Concours" in Parijs.  Van in zijn jeugd was hij gepassioneerd door rails.
De Eerste Wereldoorlog maakte grote indruk op hem en hij maakte uit zijn verbeelding tientallen tekeningen van het slagveld, die zeer realistisch bleken te zijn.
Van 1917 tot 1919 volgde hij lessen aan de Academie voor Schone Kunsten in Sint-Gillis (Brussel). Daarna werkte hij bij Ferdinand Schirren en in 1921 ging hij in Parijs tekenkunst studeren bij Bernard Naudin en cursussen beeldhouwen volgen in musea zoals Louvre.
In 1923 trouwde hij met Suzanne Angelroth. Ze hadden twee zonen, Paul en Lucien.
De artistieke carrière van Emile Salkin liep van in het begin voorspoedig.  Hij was actief in de meest diverse takken van de grafische kunst zoals kunstschilder, illustrator van boeken, medewerker aan tekenfilms, restaurateur, ontwerper van penningen en kartons voor tapijten tot monumentale frescoschilder. Zijn schilderkunst kenmerkte zich door een opeenvolging van verschillende stijlen, ook "periodes" genoemd.
In 1930 kocht de Belgische staat een werk van Salkin met de titel "Paysages".
In 1938 ontving hij een beurs van de Belgische Staat en reisde hij naar Italië om zich in het schilderen van fresco’s te perfectioneren. Hij bezocht Verona, Mantua, Padua, Venetië, Ravenna, Florence, Assisi en Rome.
In 1939 werd hij gemobiliseerd, in 1940 was hij een korte periode krijgsgevangen, maar daarna kwam hij weer vlug vrij. Zijn oudste zoon Paul zich op 18-jarige leeftijd aan bij het Waals Legioen om naar het Oostfront te gaan strijden. Kort daarna werd hij als vermist opgegeven. Dit had een zeer grote weerslag op Salkin.
In 1941 werd Emile Salkin professor artistiek tekenen (later directeur) aan de School voor Professionele, Industriële en Decoratieve Kunsten in Anderlecht en in 1943 artistiek leraar aan de academies van Namen en Doornik, evenals aan Ter Kameren (La Cambre) (École nationale supérieure des arts visuels). In 1945 maakte hij een studiereis naar Parijs, maar hervatte vlug zijn activiteiten in het onderwijs.
Twee reizen naar Spanje, in 1949 en 1955, hadden een belangrijke invloed op zijn manier van schilderen.
Na zijn echtscheiding van Suzanne Angelroth, trouwde hij in 1962 met Francine Verhuyck, die hij in 1948 ontmoet had en met wie hij sinds 1956 samenwoonde. Ze kregen een zoon, Stephane.
In 1965 ging met pensioen als leraar en verhuisde hij met zijn vrouw en zoon definitief naar Cotignac in de Var, in Zuid-Frankrijk.  Daar liet hij een villa met een groot atelier bouwen, waarin hij zijn werkte tot aan zijn dood in 1977.

## Periodes
De bruuske overgangen naar verschillende stijlen (“periodes”) zijn opvallend voor het werk van Salkin. Het thema verkeer (“circulations”), in al zijn vormen, is een terugkerend thema, evenals  skeletten, die reeds vanaf 1933 in kladversies te zien waren. 

### 1928-1945: Figuratief met een surrealistische tendens

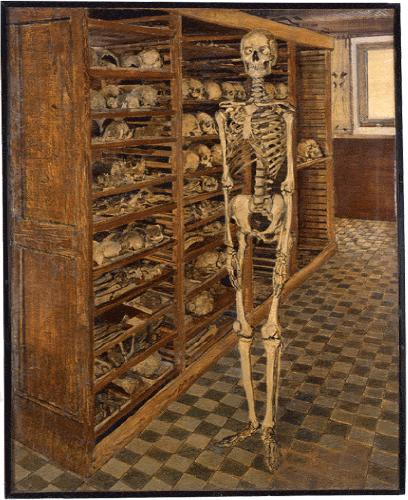
Salkin-museum

In deze periode neigt hij aanvankelijk naar het fauvisme, naar het einde van de jaren '30 krijgen zijn werken een surrealistische inslag.
In 1931 exposeerde hij voor het eerst rond het thema “voertuigen”. In 1933 verschenen de eerste schetsen rond het thema “danse macabre” (dodendans) met skeletten.
In 1935 zorgde Salkin samen met architect Jean-Jules Eggerickx voor de inrichting van het paviljoen  "huishoudelijke elektriciteit" op de Internationale en Wereldtentoonstelling van 1935 in Brussel. Hij stond in voor twee grote fresco's (65 op 75 meter) die het comfort van elektriciteit tegenover het harde leven van vroeger voorstelden.
In 1936 nam hij deel aan de kunstwedstrijd "schilderkunst" van de Olympische zomerspelen, met zijn zesdelig werk "Combat de Boxe", maar hij won geen medaille.
In 1938 ontwierp Emile Salkin een reeks van dertien sportmedailles voor de firma Fisch.

### 1947-1955: Spaanse periode
In de Spaanse periode maakte hij kleurrijke afbeeldingen van stieren, corrida’s en vrouwelijke figuren. Hij exposeerde deze werken op de Expo 58.
In 1949 schilderde Salkin het "fresco van de stieren" voor het gebouw van de regie van telefoon en telegraaf in Luik.

### 1956-1960: Eerste periode “verkeer” (“circulations”)
In deze periode was het “autoverkeer” het centrale thema. Zijn ”Circulations” toonden beelden van auto's en vrachtwagens, in helse verkeerssituaties die chaos, lawaai en snelheid opriepen.
Marcel Broodthaers en de internationale kunstcriticus Pierre Restany noemden hem “de voorloper van de Pop-Art. Hij werd zelfs de eerste “pop-art-artiest” genoemd.
Vanaf 1956 kreeg hij verschillende exposities in het Paleis voor Schone Kunsten van Brussel.

### 1961-1965: "Niet-objectieve periode"
In deze periode ging hij eerder abstract schildering, met neiging naar expressionisme.
Het belangrijkste werk was een grote muurschildering van 42 vierkante meter in 1965, voor het postkantoor in Elsene, dat de geschiedenis van het postkantoor voorstelde.

### 1966-1977: Terugkeer naar het figuratieve, tweede periode "Verkeer" en "Tango van de antigenese"

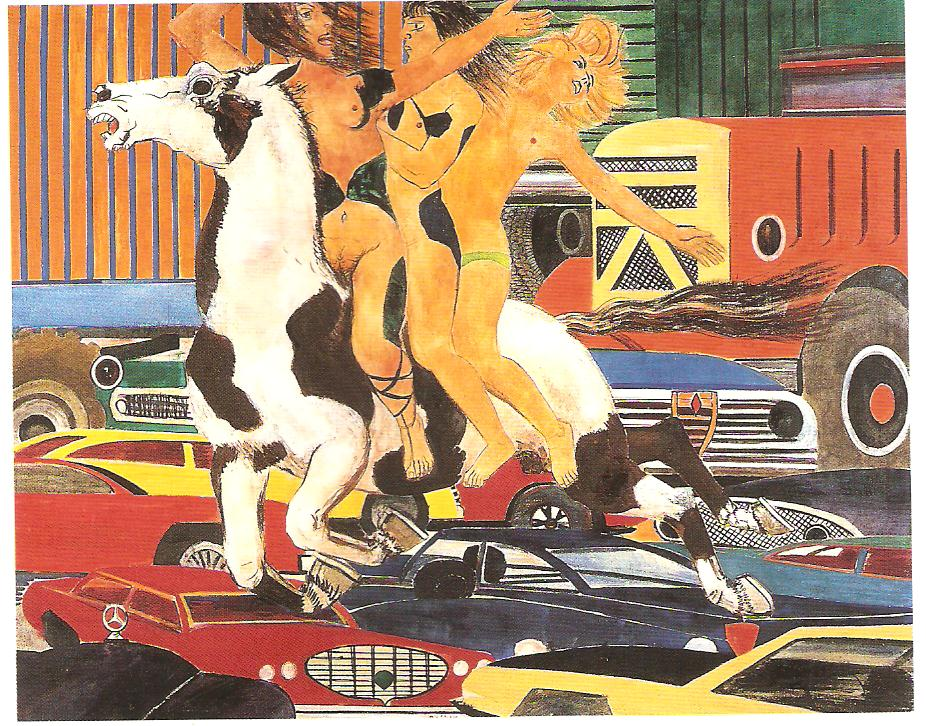
Les cochons d'Inde

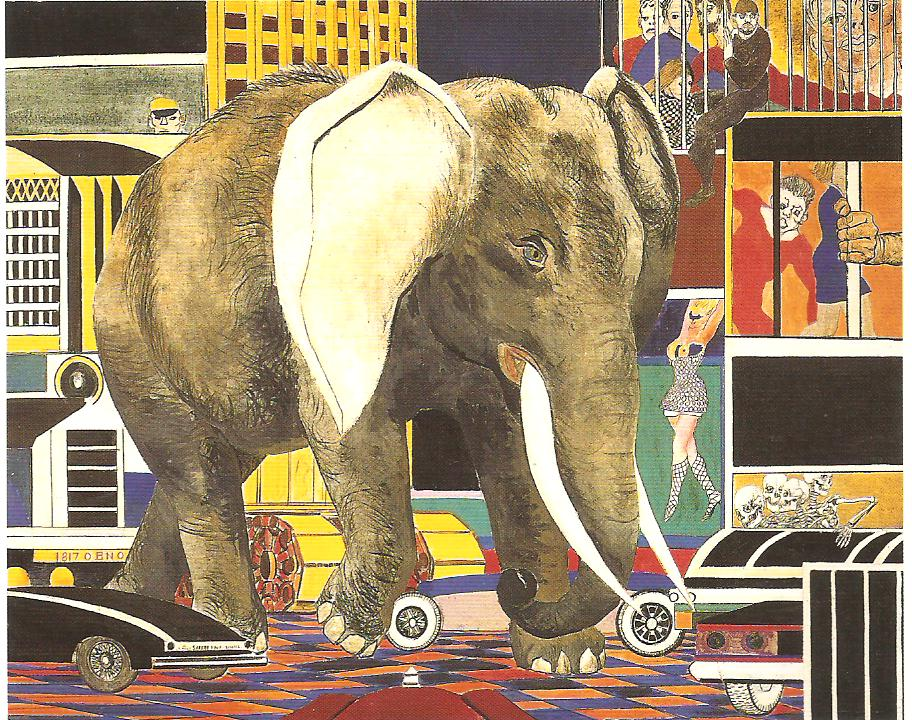
Olifant in het verkeer

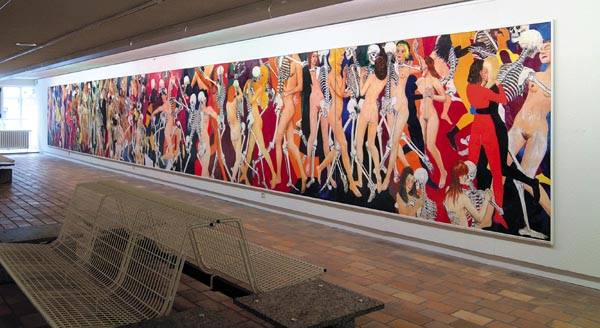
De tango van de antigenese

Op aanraden van Marcel Broodthaers keerde hij terug naar het thema verkeer, het werd dit keer zijn “vrachtwagenperiode”.
De toevoeging van naakte amazones (op een paard, een zebra of een stier) en exotische dieren (olifanten, giraffen, tijgers) in de verkeersdrukte gaven aan zijn schilderijen een surrealistische inslag.
In deze periode ging hij zich ook toeleggen op afbeeldingen van de jeugd van de late jaren zestig: mei 68, de hippies op de stranden van Saint-Tropez, de kledij van die tijd. Dit kwam vooral tot uiting in zijn tekeningen, maar dit thema kwam ook terug in zijn werken rond het “verkeer”.
In de jaren 1970-1972 schilderde hij de "Tango Van de antigenese", genoemd naar “Antimémoires van Malraux”. Het was zijn laatste grote werk, een moderne dodendans op groot formaat, meer dan veertien meter lang, waarop naakte jonge vrouwen dansen met geraamten. Het bestaat uit een montage van 12 doeken. Het absurde feest deed denken aan de uitgelaten party's in de late jaren zestig. Het wordt zijn meesterwerk genoemd.
De laatste jaren van zijn leven schilderde hij stoomlocomotieven, als herinnering aan zijn jeugd. In 1977 leverde Delvaux documentatie over locomotieven aan Salkin als bron van inspiratie. Emile Salkin stierf op 27 augustus van datzelfde jaar.

## Paul Delvaux
Paul Salkin, raadsheer bij het Hof van Beroep van Katanga, de vader van Emile Salkin, en Jean Delvaux, advocaat bij het Hof van Beroep van Brussel, de vader van Paul Delvaux waren vrienden. Zo werden Emile Salkin en Paul Delvaux op hun beurt van in hun prille jeugd vrienden voor het leven. Emile Salkin had een grote invloed hebben op het werk van Paul Delvaux. Eind 1940, begin 1941 ging hij met zijn vriend Paul Delvaux naar het museum voor natuurwetenschappen van Brussel waar hij verschillende studies maakte van het menselijk skelet en leerde hij Paul Delvaux skeletten tekenen. Dit zou uitgroeien tot een van de belangrijkste motieven bij Delvaux. Het thema van de skeletten kwam bij Salkin reeds in 1933 voor.
Emile Salkin en Paul Delvaux werkten dikwijls samen, voor kleinere projecten maar in het bijzonder ook bij opdrachten voor grote fresco’s. In 1952 werkte hij mee aan de fresco's van Paul Delvaux voor het casino van Oostende ("zeemeermin") en van 1954 tot 1956 aan de fresco's van Gilbert Périer, directeur van Sabena en een groot verzamelaar van Brusselse kunst. Deze fresco's beslaan een oppervlakte van meer dan 240m²¨en behoren tot de grootste van België.
Omgekeerd werd Emile Salkin afgebeeld door Paul Delvaux op het schilderij “Le Musée Spitzner”.  Hij staat helemaal vooraan en kijkt naar de toeschouwer. De andere figuren zijn Paul-Gustave van Hecke, Gérard Bertouille, Olivier Picard en Yvan Denis), allemaal vrienden van Delvaux.

## Musea
Zijn werken bevinden zich in de collecties van de Belgische Staat en van de Franse Gemeenschap van België, in verschillende grote collecties in binnen- en buitenland en in verschillende musea: Koninklijke Musea voor Schone Kunsten in Brussel, PMMK museum in Oostende (nu Mu.ZEE), La Boverie in Luik, Musée de la Tapisserie et des Arts Textiles in Doornik, het Prentenkabinet van de Koninklijke Bibliotheek van Brussel, prestigieuze privécollecties in België, in Frankrijk, Luxemburg (collectie van de groothertogelijke familie in het bijzonder).